# 王仁

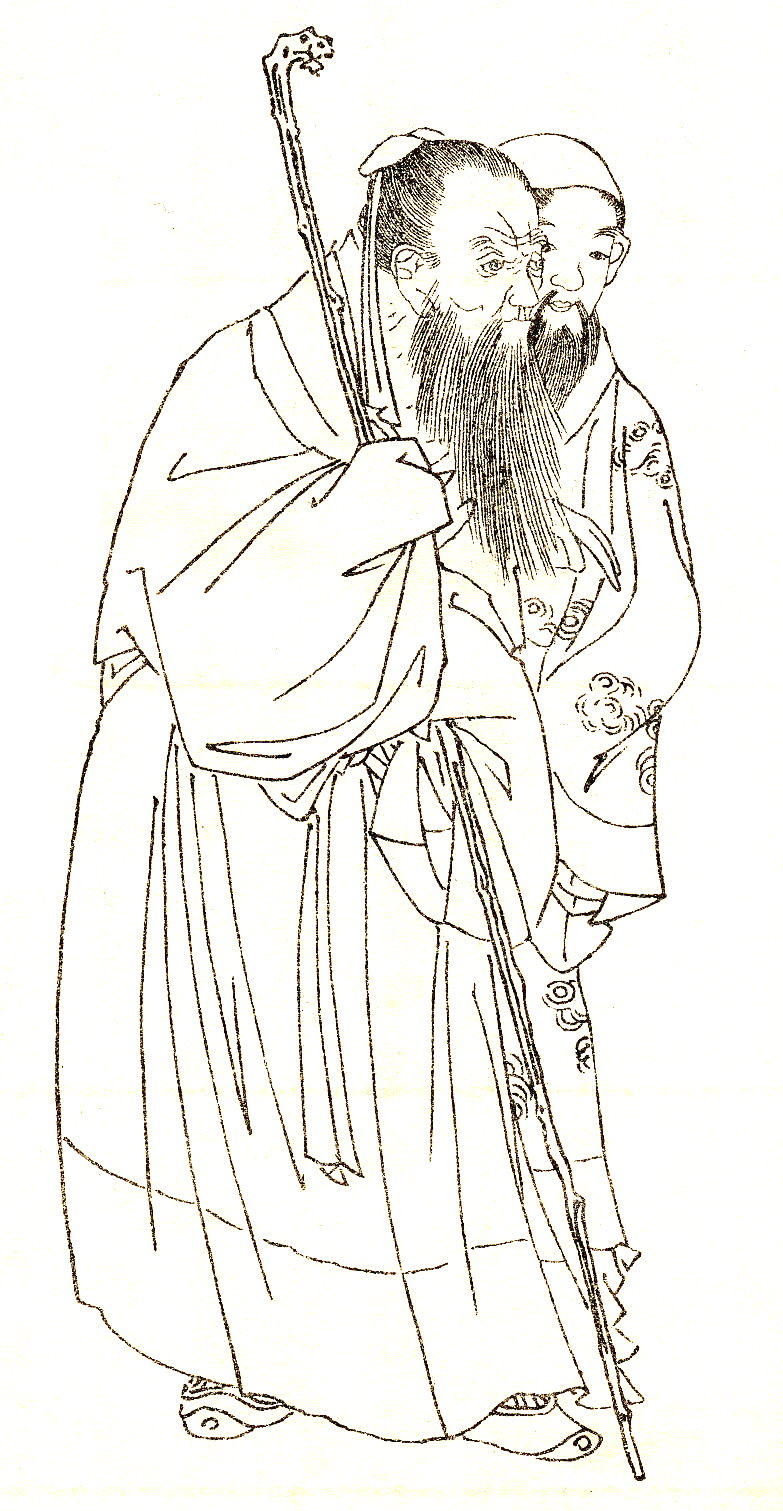
王仁（『前賢故実』より）

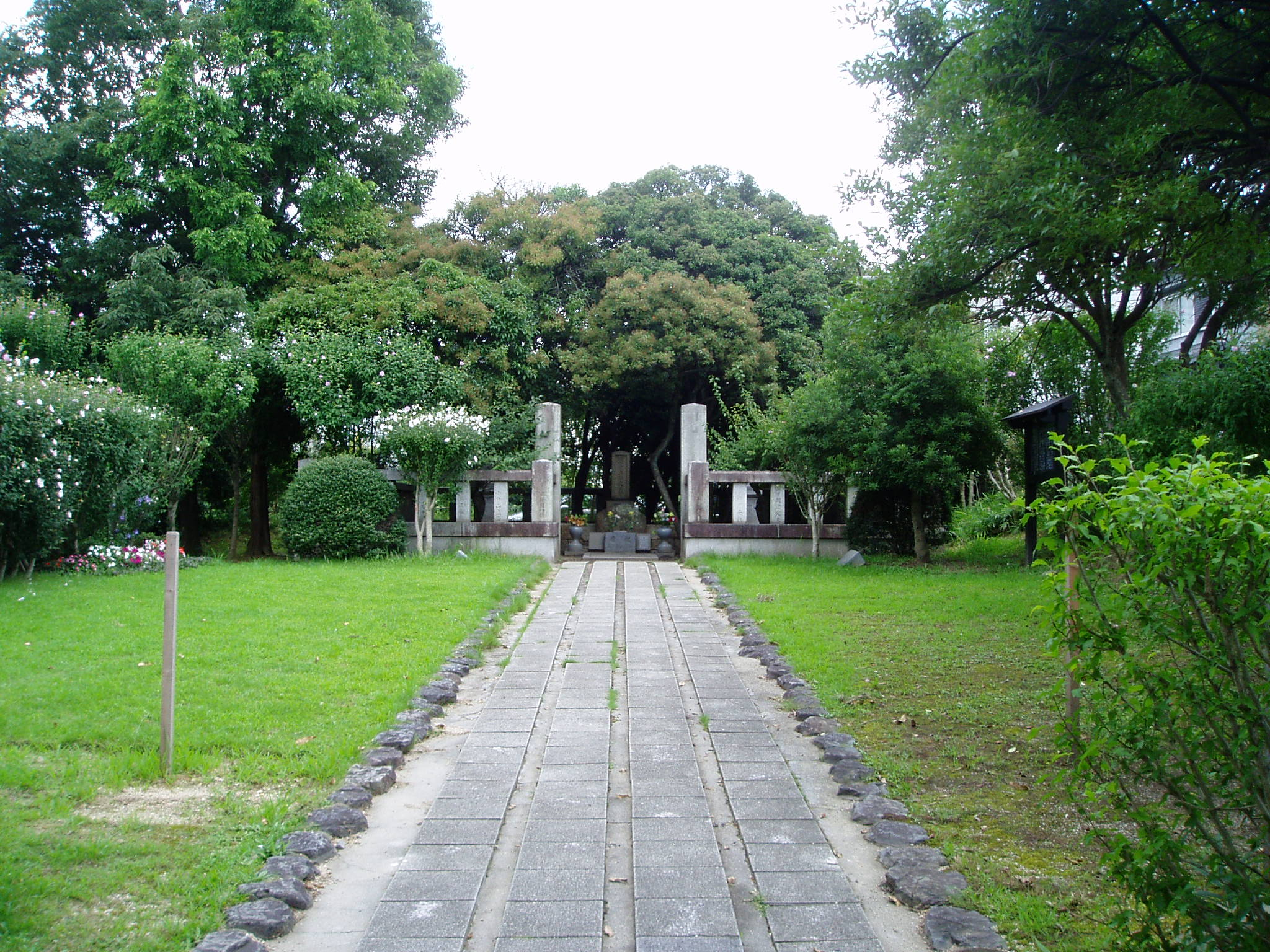
伝王仁墓

王仁（わに、生没年不詳）は、応神天皇の時代に百済から日本に渡来した百済人で、千字文と論語を伝えたと記紀に記述される伝承上の人物である。『日本書紀』では王仁、『古事記』では和邇吉師（わにきし）と表記されている。西文首（かわちのふみのおびと）の祖とされ、この一族は文字の普及および使用に貢献した。
王仁が渡来したのが五世紀以前の百済からとする一方で、千字文の成立が六世紀前半であることから、渡来系一族の始祖伝承とする説がある。
姓である王氏から楽浪郡の王氏とする見解もあるがあくまでも学者の推測であり、記録では楽浪郡の王氏という言及はなく、百済人である記録だけ存在する。また志田諄一も王氏を名乗る朝鮮系の人々が存在したことを認めている。
百済に居住した漢人の一族を出自とする説がある。
その実在性を疑問視する説も存在する。

## 記録
王仁に関しての記述が存在する史書は『古事記』『日本書紀』『続日本紀』などである。それぞれの記述は以下のようになっている。

### 日本書紀
王仁に関するもっとも詳細な記述は『日本書紀』のものであり、百済人の使者阿直岐（あちき）を介して来朝したという。『日本書紀』記事ついて笠原一男は、「まず儒教についてだが『日本書紀』には応神天皇（五世紀前半?）の時代に百済から伝わったと記してある。しかし、漢字はすでに奴国王金印でも知られ、五世紀には刀剣銘文にも用いられているのだから、この記述は王仁を始祖とする西文氏の起源伝承とみるべきだろう。儒教伝来については注目したいことがいろいろある。一つはそれが百済から伝えられたことだ。六世紀の日本は中国との直接交渉がなく、百済を通じて中国南朝の文化を導入したのである」と指摘している。

### 古事記
和邇吉師によって『論語』『千字文』すなわち儒教と漢字が伝えられたとされている。『論語』は註解書を含めて10巻と考えればおかしくはないが、『千字文』は和邇吉師の生存時はまだ編集されておらず、この記述から和邇吉師の実在には疑問符がつけられることも少なくない。

### 古語拾遺
『古語拾遺』では
とする。

### 続日本紀
『続日本紀』によると、子孫である左大史・正六位上の文忌寸（ふみのいみき）最弟（もおと）らが先祖の王仁は漢の高帝の末裔と桓武天皇に奏上したという記述がある。
これに従えば、漢高帝の子孫「鸞」なる人物の子孫の「王狗」が百済に渡来し、その孫の王仁が渡来して文氏、武生氏らの祖先となったことになる。この伝承は後の『新撰姓氏録』の記述にもみえる。
王仁は高句麗に滅ぼされた楽浪郡出身の中国人系の学者とされ、百済に渡来した中国人の家系に連なり、漢高帝の末裔であるとされる。

### 新撰姓氏録
『新撰姓氏録』には、「諸藩」の「漢」の区分に王仁の子孫の諸氏に関しての記述がある。文宿禰（左京）に「出漢高皇帝之後鸞王也」、文忌寸（左京）に「文宿禰同祖、宇爾古首之後也」、武生宿禰（左京）に「文宿禰同祖、王仁孫阿浪古首之後也」、櫻野首（左京）に「武生宿禰同祖、阿浪古首之後也」、栗栖首（右京）と古志連（河内国と和泉国）にはそれぞれ「文宿禰同祖、王仁之後也」とある。
祖先が漢の帝室に出自を持つ「鸞王」である点などが、『続日本紀』と対応している。また、孫の名として「阿浪古首」が記されている。

## 各説
『日本書紀』や『新撰姓氏録』には漢人という記録は存在せず、百済から来たという記録だけ存在するが、百済に渡来した漢人であるとする学者の見解もある。一方、津田左右吉をはじめ実在を疑問視する説も多数ある。山尾幸久は儒教を伝えた実在の王辰爾（王智仁）の功績に基づいて渡来人らが作成した伝承とする。

## 王仁作とされる歌
| なにはづに さくやこの花 ふゆごもり いまははるべと さくやこのはな |

古今和歌集の仮名序に見る王仁の作とされる難波津の歌は百人一首には含まれてはいないが、全日本かるた協会が競技かるたの際の序歌に指定しており、大会の時に一首目に読まれる歌である。歌人の佐佐木信綱が序歌に選定したとされる。なお大会の歌は「今を春べと」に変えて歌われる。

## 能・狂言における王仁
能「難波（古名：難波梅）」では、王仁は「おうにん」と読まれている。
| シテ「咲くやこの花と詠じつゝ。位をすゝめ申せし。百濟國の王仁なれや。……」 |

## 遺跡と顕彰運動

### 大阪枚方

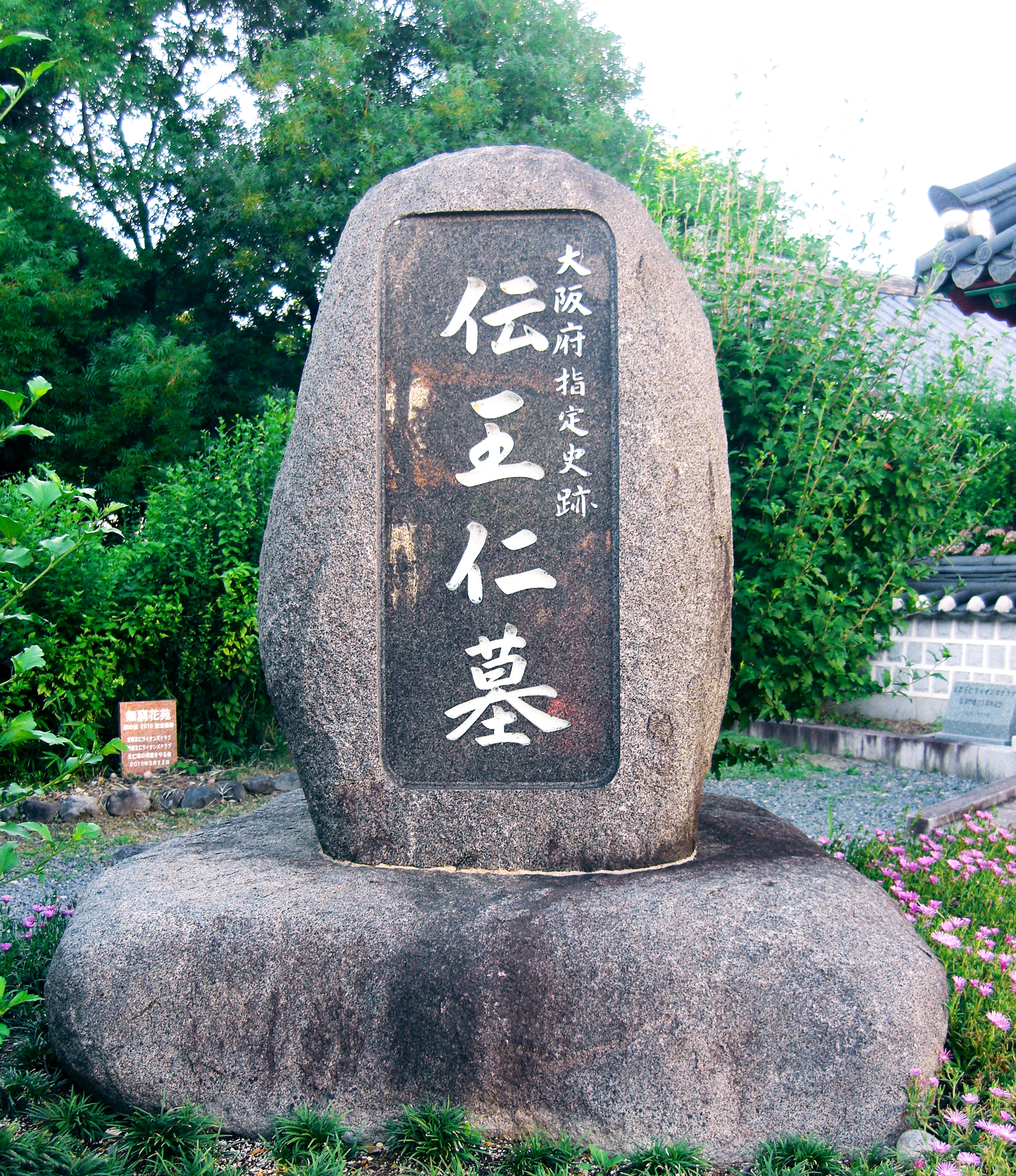
大阪府枚方市の伝王仁墓入口石碑

昭和46年近畿民俗会の調査では官軍に追われて亡くなった地という地元の村の伝承が記録されている。
大阪府枚方市旧藤坂村の字御墓谷の山中に自然石の碑があり、里人が王仁を訛って「おにの塚」と呼んで畏敬し、歯痛や瘧の治癒を祈願していたという。
1940年菅原村・津田村・氷室村が合併してできた津田町は1955年枚方市へ編入するが、以前枚方市で勤務していた歴史学者の馬部隆弘は、1934年伝王仁墓を菅原村が大阪府へ史跡として申請する際に写筆を提出した『王仁墳廟来朝紀』を椿井文書だと指摘し批判、SNS上で椿井政隆(1770～1837)が生誕する以前に『当郷旧跡名勝誌』(1682)や『八幡宮本紀』(1689)にて王仁墓の伝承が記載されているとの批判を受けそれらは伝承ではなく学説であるとブログ上で反論、歴史学者の飯沼雅行はその馬部のブログに対して『当郷旧跡名勝誌』の記載は学説ではなく伝承であると批判している。馬部は元枚方市市史編纂室担当職員で元枚方市教育委員会社会教育部長、元公益財団法人枚方市文化財研究調査会理事の田宮久史から伝王仁墓などについて教示を受けたという。
歴史家金英達（英語: Yondaru Kimu）の伝王仁墓への批判が神戸学生青年センターで講座を開くむくげの会の会報『むくげ通信』で公開されている。

#### 王仁墳廟来朝記
- 1616年（元和2年）正月付けで藤坂村御墓谷の王仁墓(於爾之墓)について書かれた禁野村和田寺道俊『王仁墳廟来朝記』『王仁裔孫並系譜紀』が1939年10月10日朝日新聞で報道される[66][67]。和田寺は中世廃寺となり康平年間(1058-1065)和田源秀が堂宇を再建、明治七年七月再び廃寺となり明治十三年再興、明治二十三年渚の観音寺を移築し本堂とした[68]。

#### 当郷旧跡名勝誌に記録された塔石
- 1682年（天和2年）、古記録や御伽噺が集められた大阪府枚方市旧津田村尊光寺所蔵『当郷旧跡名勝誌』にて、百済王氏の御墓と古老が伝承する字御墓谷の御墓山での王仁の埋葬並びに著者がのちの時代（後代）に立てられたと推定した村にある当時既に古くなっていた王仁の塔石が記されている。この伝承について筆者である教岸は欽明天皇13年（552年）の仏教公伝以前に来朝した王仁による上の堂の建立並びに「みささき」ではなく「御墓」である点を理由に訝しんでいた。御墓谷に類似する小字は河内国交野郡の他の村々にもみられる(例:現交野市森「墓谷」[72]、現枚方市の墓の谷)[73]。

##### 王仁と百済王氏と三松家
『当郷旧跡名所誌』は王仁の埋葬地は百済王氏の埋葬地でもあるという伝承を記録している。また、王仁は百済王神社所在地の「中宮村ニ殿作リシ居住アリ」という伝承が記録されている。西村天囚は三松氏は百済王氏嫡流と聴き、自著へ掲載する王仁の像を探していると尋ね、三松家伝統の宝物と珍重していたチンヂ様の木像を王仁木像として掲載したという。『日本宋学史』には「「王仁木像　木下順菴旧蔵」」と掲載されている。中山によるとある学者がその木像は王仁ではなく王辰爾と説いたため百済王神社では辰爾王木像の絵端書が販売されたという。中山は「辰爾王の木像が王仁の換え玉」と題して、王仁と辰爾王が入れ替わったと記している。三松家系図では三松家は百済王氏末裔と書かれ、辰爾王も記載されている。「三松家由来記」では辰爾の館跡が百済王神社という家伝が記されている。

#### 八幡宮本紀
- 1689年（元禄2年）貝原益軒の甥で養子の貝原好古が津田の新田の王仁の墓について記録している。

馬部隆弘は「津田の新田」とは藤坂村のことであると説明している。

#### 本朝学原浪華鈔
- 1698年（元禄11年）付けの真野時縄題辞がある松下見林「本朝学原浪華鈔」も津田の新田の王仁の墓について記している。

#### 泉州志

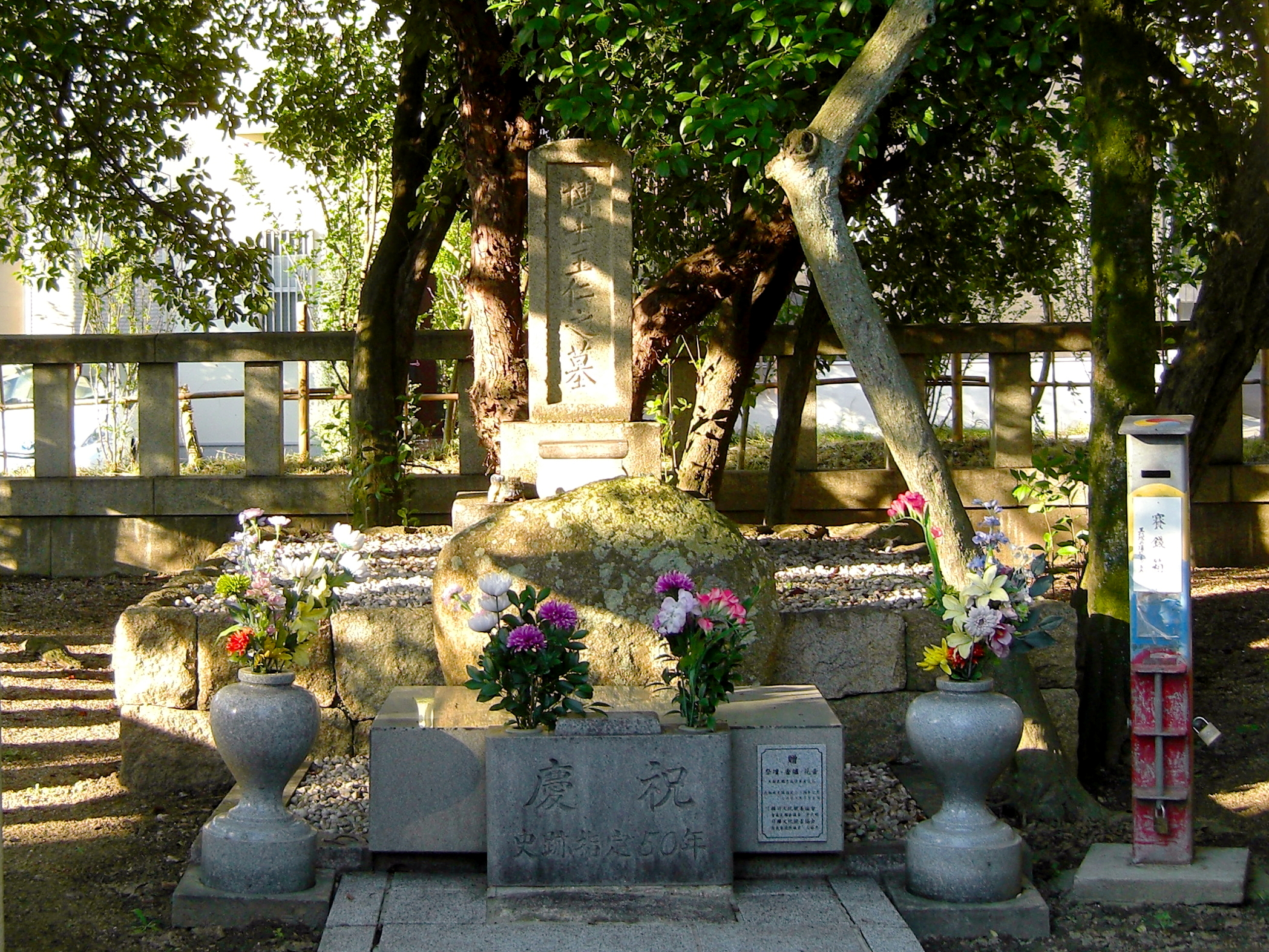
博士王仁之墓と自然石

- 1700年（元禄13年）石橋直之「泉州志」は堺の祠について記している。

#### 河内国交野郡藤坂村旧記
- 1731年（享保16年）博士王仁の墓が建立されたと「河内国交野郡藤坂村旧記」(1791年,西法寺所蔵)にて記されている。

明治28年(1895年)11月23日・26日大阪朝日新聞で掲載された前内閣府書記官長高橋健三(別号:吟淵)が内藤虎次郎と王仁墓を訪れた際に村長から聴いた話では、並河誠所が訪問した折に荒廃の嘆きそれを聴いた領主久貝彌右衛門が博士王仁之墓を建立したという。
1731年頃の領主は久貝彌右衛門の養子、水戸家の家臣・久貝太郎兵衛正武の実子の久貝正順。
歴史家の金英達（英語: Yondaru Kimu）は、『五畿内志』を編纂していた並河の功名心による歴史の捏造としている。

#### 五畿内志
- 1735年（享保20年）並河誠所編五畿内志の「河内志」にて藤坂村東北御墓谷の王仁墓(於爾墓)、「和泉志」にて東原祠と王仁の長山冢が記されている。

#### 譚海
津村正恭(淙庵・1736～1806)は水戸光圀(1628～1701)が調査し「王仁博士墓」と刻した碑を泣き石の前に建てたと1795年(寛政7年)「譚海」にて記した。

#### 甲斐国志
- 1814年、「甲斐国志」四十八巻にて王仁の塚（和仁塚）について記載されている。

#### 耳嚢
1814年頃、根岸鎮衛は「耳嚢」巻十で博士王仁之墓の拓本について記している。

#### 日本書紀通証
- 1756年（宝暦6年）谷川士清「日本書紀通証」にて藤坂村東北御墓谷の王仁墓(於爾墓)と泉州大鳥郡の東原大明神が記されている。

#### 全堺詳志
- 1757年（宝暦7年）高志芝巌『全堺詳志』にて泉州の「百濟王仁塚」が掲載されている。

#### 謡曲拾葉抄
- 1772年（明和9年）犬井貞恕・宜華庵忍「謡曲拾葉抄」にて泉州の祠と津田の新田の王仁墓が記されている。

#### 河内名所図会
- 1796年（寛政8年）秋里籬島「和泉名所図会第四巻」にて王仁を祠る東原天王とその藤坂の「廟」が、「河内名所図会」にて藤坂村東北御墓谷の王仁墓の石標が記されている。

#### 流観百図会
大田覃（1749-1823）『流観百図』にて旧西成郡大仁村の王仁塚の絵図が掲載されている。

#### 文政七年　王仁の祠
- 1824年（文政7年）、濱松歌國「神佛靈驗記圖會」にて梅田の王仁の祠について記載されている。

#### 文政十年　博士王仁墳

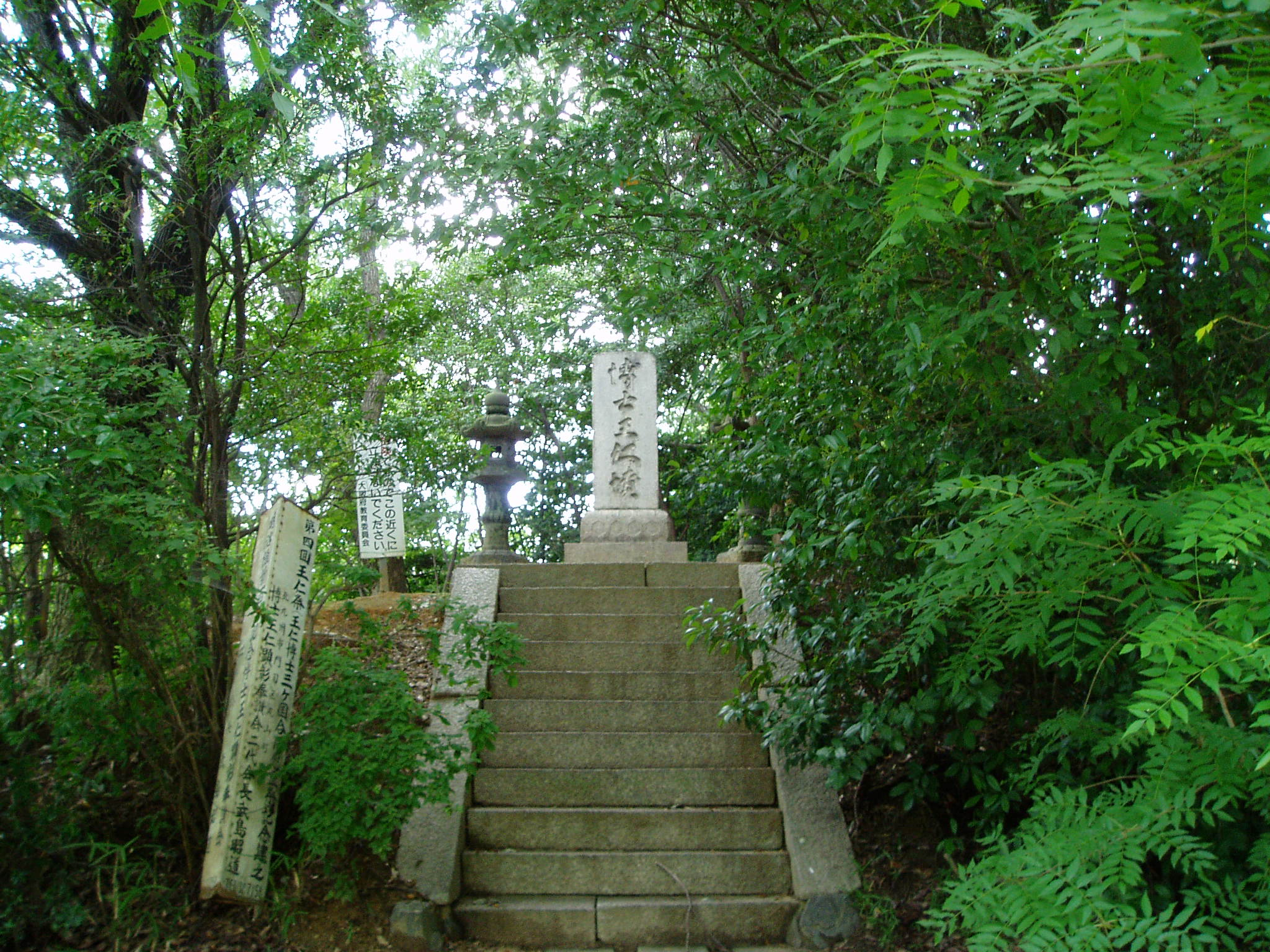
博士王仁墳

- 1827年（文政10年）、明治28年(1895年)11月23日と26日大阪朝日新聞で掲載された前内閣府書記官長高橋健三(別号:吟淵)が内藤虎次郎と王仁墓を訪れた際に村長から聴いた話によると、荒廃のため資を募り有栖川宮幡仁親王御親筆を賜り博士王仁墳の石碑を建立した。

1892年（明治25年）に著されたという「河内国交野郡招堤村家村犬次郎よりの聞書」(旧長尾村戸川氏所蔵)によると、「王仁舊記」を所有していた河内国交野郡招提村の家村孫右衛門と有栖川宮幡仁親王へ仕えていた山城国葛󠄀野郡太秦村の漢部公明は親王より御染筆を受け石碑を建立、寄附を募った漢部公明は「王仁舊記」を持ったまま丹波地方で行方不明になったという。

#### 戦争と中断
- 1892年（明治25年）6月22日菅原村、大阪府へ整備を申請、8月15日許可、周辺民有地を買収し墳墓地へ寄附[105]。

- 1894年（明治27年）2月20日菅原村、大阪府より寄附募集の許可を受け4月22日起工式を挙行。日清戦争で工事中止[105]。

- 1895年（明治28年）11月23日・26日、前内閣府書記官長高橋健三(別号:吟淵)が京都帝国大学講師内藤虎次郎と共に王仁墓を訪れた際に村長から聴いた王仁墓の由来が大阪朝日新聞で報道される[88]。

- 1897年（明治30年）大阪市高津神社で仁徳天皇千五百年紀年祭にて寄附をつのる。氷室村出身の国会議員深尾龍三の人脈で山縣有朋、松方正義、伊藤博文、西郷従道、大隈重信、桂太郎等の賛同者を得たが日露戦争で中断

。
- 1900年（明治33年）吉田東伍が「大日本地名辞書 」にて藤坂(藤阪)墓谷の於爾墓は大墓公阿弖利為と盤具公母禮の墓、大字藤坂(藤阪)の鬼墓は夷酋の墳歟と記した。

- 1908年（明治41年）12月、『博士王仁 : 文学始祖』が出版される。金石研究家で元朝日新聞の木崎好尚が巻首を飾る。『王仁墳廟来朝記』『王仁裔孫並系譜紀』の筆写を掲載、儒学者藤沢南岳、西村醉處、吉村秋陽、皆川淇園、

川北温山らの言葉を引用する。
- 1909年（明治42年）8月20日、大阪陸軍兵器支廠禁野弾薬庫爆発、被害は津田村や淀川対岸の三島郡にまでおよび、藤阪村の博士王仁の墓は破損、百済王神社、寂静山西方寺、渚の院の跡も被害を受ける[110]。

- 1927年（昭和2年）神社創立を大阪府へ出願[70]。

- 1930年（昭和5年）昭和4年李王家から下賜金を受け、昭和5年奉告祭と地鎮祭を行うが満州事変がはじまり延期。[70]。

- 1934年（昭和9年）5月30日　菅原村、大字藤阪字御墓谷の王仁墳墓と字奥伏山の博士王仁古墳墓の史跡申請をする[111]。

- 1938年（昭和13年）大阪府の史跡に指定される。

- 1939年（昭和14年）10月10日大阪朝日新聞で東京都渋谷区青葉町王仁神社奉賛会理事文学博士の中山久四郎が前菅原村村長山中氏叔父が明治初年入手した、幕府の系図方で保管されていたという『王仁墳廟来朝記』『王仁裔孫並系譜紀』を重要資料と折紙をつけたと報道される[67]。

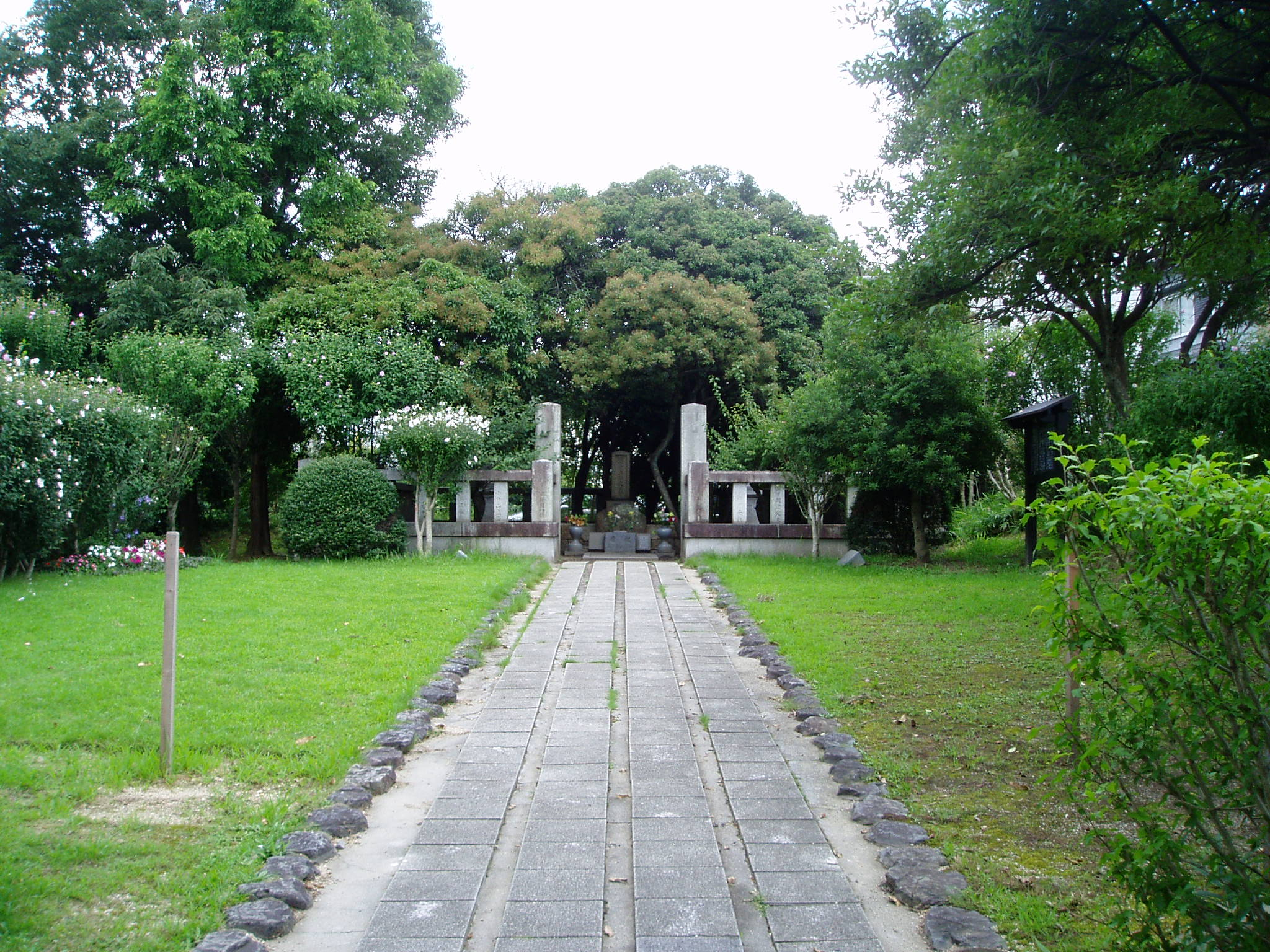
伝王仁墓

- 1940年（昭和15年）玉垣が完成。小笠原忠春伯爵、小笠原長幹伯爵、山田英夫伯爵、文学博士中山久四郎(東京大学教授)、文学博士塩谷温(文理大教授)、理学博士高橋龍太郎(東大助教授)、南満州鉄道株式会社他の名前が刻まれている[113]。王仁神社建立は戦争でとん挫。
4月28日東京上野公園に博士王仁記念碑が建立される。1933年建碑発起人山本宗次郎達は趙洛奎の碑文草案を熱海の清浦奎吾伯爵宅で審議したという。四宮憲章が朝鮮のラジオで募金を呼びかけ李王家、朝鮮総督府、朝鮮銀行、小林采男から寄附を受け、除幕式には宮内庁、文部省、拓務省の各大臣、前総理大臣林銑十郎、東京府知事、東京市長、頭山満、井上哲次郎、中山久四郎他が参加したという[114]。

- 1943年（昭和18年）、朝鮮半島の扶余で王仁建碑会が活動。皇室から建碑会に資金が下賜された[115]。

明治時代になるとそ王政復古のなかで、日本に帰化し天皇家に仕えた博士として王仁が顕彰されるようになる。
昭和時代になると「内鮮一体」を標榜する朝鮮人皇民化教育政策に利用されるようになり、1927年、王仁神社奉賛会（副会長・内田良平）が結成。1942年には大阪府協和会が王仁神社の建設を決定したが戦争のため計画中断した。
戦中は陸軍病院建設に従事した朝鮮半島出身労働者が王仁博士墓所で春秋慰霊祭を続けていた。

#### 戦後
戦後は「日韓友好親善運動」に利用され、1984年以降、王仁祭が開催されるようになり、1985年には地元に「王仁塚の環境を守る会」が発足。1992年には大阪府と枚方市により墓域の整備がなされ、ハングルの通行案内板・休憩所（善隣友好館）・祈念碑などが建設された。
- 1955年（昭和30年）片山長三が王仁塚について記す。

- 1956年（昭和31年）藤阪宮山古墳発掘(出土品は大阪市立博物館所蔵)。[74][75]。

- 1965年（昭和40年）武島昭道、菅原道真公ゆかりの梅、飛梅紅白寄贈。大阪芸大の学生が植樹(現存無)[116]。

- 1966年（昭和41年）大阪大学懐徳堂々友会橋本利政氏とメタセコイヤ植樹(現存無)[116]。

- 1970年（昭和45年）岩手県花巻文化財保護委員山本賢三は昭和8年当時王仁墓は鬼墓と地元民に呼ばれていたと述べた。

- 1978年（昭和53年）7月東京大学教授の辻村明が王仁塚の荒廃について韓国文化放送・京郷新聞社長李恒儀氏から苦言を受け、7月31日王仁公園と王仁塚を訪問、荒廃への憤りを雑誌「正論」と新聞上で報告する[118]。11月3日博士王仁会発足。王仁公園の整備がはじまる。

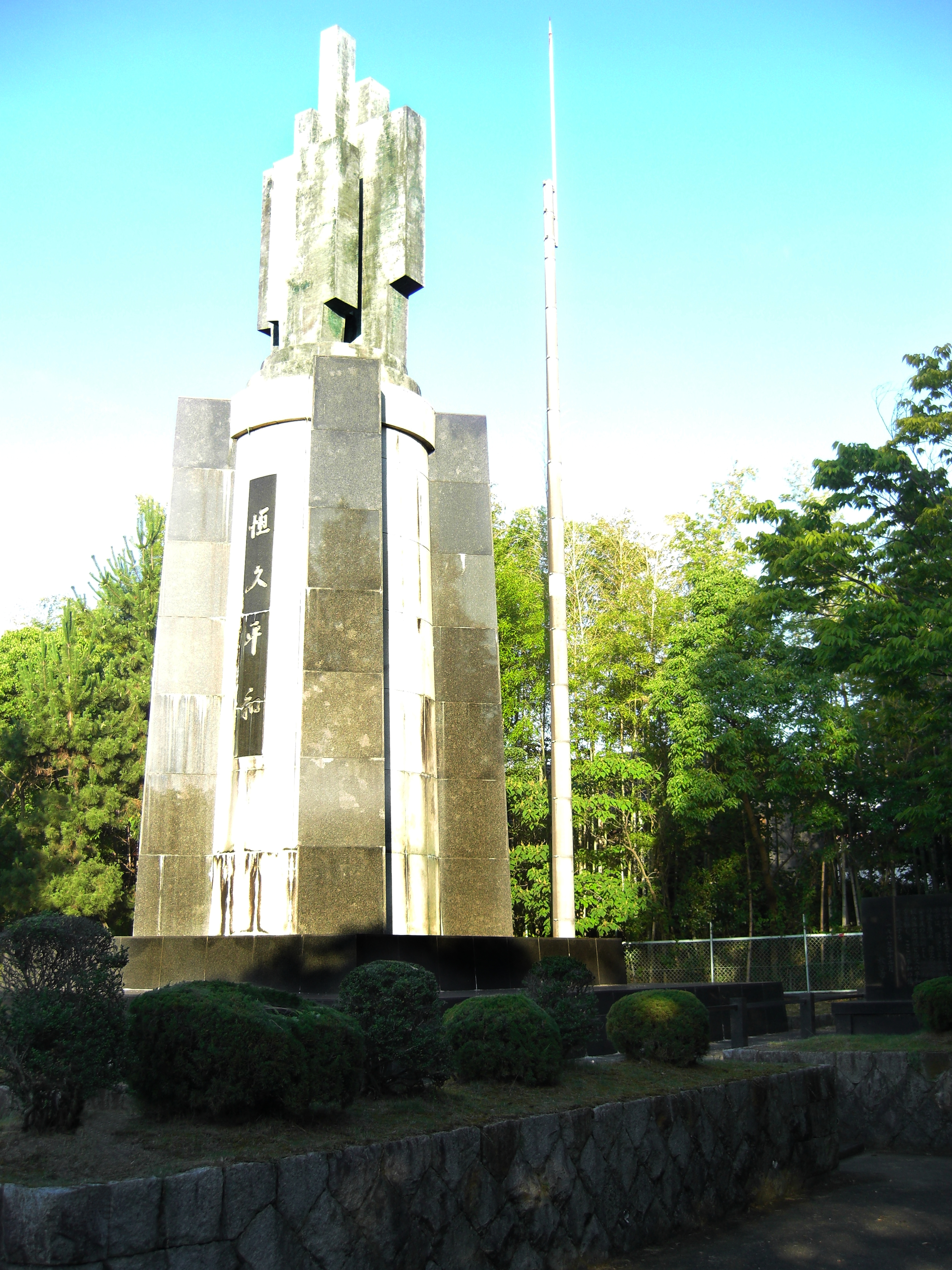
王仁公園平和記念塔

- 1979年（昭和53年）春秋慰霊祭を在日大韓民国居留民団が引き継ぐ[116]。

- 1983年（昭和58年）博士王仁会「王仁」出版。東京大学教授辻村明、朝鮮大学教授金永元、同志社大学人文科学研究所萩原俊彦、金永錫他が寄稿、史跡の整備を推奨する。

- 1984年（昭和59年）春秋慰霊祭日韓合同開催(主催:大阪日韓親善協会)となる。韓国よりむくげ苗木250本寄贈(現存)[116]11月3日第一回博士王仁まつりに韓国領事も参加。

- 1985年（昭和60年）3月王仁塚の環境を守る会発足。11月、韓国霊岩の王仁廟竣工式招請を受け出席[116]。

- 1987年（昭和62年）王仁公園に平和の像「恒久平和」が建てられる。

- 1988年（昭和63年）史跡指定五十周年記念慶祝式典。日韓文化親善協会より韓国石造の祭壇の寄贈を受ける[116]。

- 1998年（平成10年）金大中大韓民国大統領より親書[121]。

- 2006年（平成18年）百済門竣工。日本・韓国の寄附金にて大阪府へ寄贈される[121]。

- 2008年（平成20年）大韓民国全羅南道霊岩郡と枚方市が友好都市提携に調印[122][123][124]。

伝王仁墓では「博士王仁まつり」や「納涼むくげ祭り」が行われている
。

### 韓国の王仁顕彰運動
『三国史記』『三国遺事』などの書籍に王仁、あるいは王仁に比定される人物の記述はなく、朝鮮には王仁伝承は存在しなかった。『三国史記』『三国遺事』などの書籍にも王仁、あるいは王仁に比定される人物の記述は存在しない。1970年代に韓国の農業運動家で民族史観を信奉する金昌洙らの顕彰運動によって、知られるようになった。1968年に農協視察のために来日した金昌洙は王仁伝承を知り、1970年に再び来日し王仁の資料を収集した。金は民族史観のための王仁研究所を設立し、1972年（昭和47年）8月、中央日報に『百済賢人 博士王仁  日本に植え付けた韓国魂』を15回連載した。同年10月に霊岩郡の青年会議所会長の姜信遠から巫女の証言で当地に祈祷伝説があると情報を提供された。金昌洙は当地を王仁の生誕地と認定し、1973年（昭和48年）2月、「王仁出生地 霊岩郡」説を発表し、さらに社団法人王仁博士顯彰協会を創立した。1975年（昭和50年）6月、『博士王仁　日本に植えつけた韓国文化』を出版。1975年、全羅南道知事が博士王仁誕生地聖域化事業計画を発表し、金昌洙は全羅南道教育委員会で「王仁博士 遺跡学術セミナー」を開催した。1976年（昭和51年）には全羅南道が霊岩郡鳩林面聖基洞一帯を「王仁博士誕生地遺跡」として全羅南道地方文化財に指定し、遺跡公園として観光地にした。1984年には王仁祭が開催され、毎年11月3日に年中行事化する。1985年には地元に「王仁塚の環境を守る会」が発足、墓域の清掃、むくげの植樹、四天王寺ワッソへの参加、韓国との親善交流などの活動を展開。1987年には王仁廟が竣工された。1992年には大阪府と枚方市により墓域の整備がなされ、ハングルの通行案内板・休憩所（善隣友好館）・トイレ・祈念碑などが建設される。1992年、韓国全羅南道霊岩郡が枚方市に友好都市提携を申し出たが、枚方市は断る。
金英達は、“善意”な日本人の協力者のもと、歴史の検証なしに韓国人の日本に対する文化優越史観－実際は文化的コンプレックスの裏返し－、韓国人の民族意識をくすぐる韓日友好親善運動に王仁が利用されているとして、こうした歴史イメージの政治的利用・時代的風潮への悪乗りにより、さまざまな歴史の偽造が行われ、具体的には、大阪府枚方市の王仁の墳墓であるとする王仁塚であり、韓国の全羅南道霊岩郡の王仁の生誕地であるとする王仁廟を挙げ、科学的実証性に全く欠けた歴史の捏造であり、神津島のジュリアおたあの墓のでっち上げと韓国キリスト教グループによる「ジュリア祭」の開催、北朝鮮の檀君の遺骨のでっち上げと檀君陵の建設と同様とする。「一学者の願望・思いつき・功名心による歴史の捏造」「金昌洙の妄想がきっかけになって、霊岩が生誕地だとされるようになった。その根拠は、霊岩に王仁に関する伝説があるということだけだが、科学的実証性に全く欠けるものである。道銑国師（新羅末の名僧）らの伝説や地元の遺跡を無理矢理にこじつけたもので、枚方の王仁塚をはるかに上回る大々的な歴史の捏造が公然と行われている。いずれにしても、日本の記紀の記載にもとづいて、日本の文化を開明した人物がまさに韓国人であったとの民族主義的思考が先行しているように思われる。しかし、ここまでくると、もはや王仁廟がでっち上げだと言おうものなら袋叩きに遭いかねない雰囲気」「韓国人サイド主導の王仁顕彰グループは、王仁の枚方墳墓説・霊岩誕生説への学問的批判に対して、韓日友好の歴史モニュメントを否定する『左翼小児病』であると非難している。しかし、実証なしに歴史をでっち上げ、都合のよいように政治利用する側こそ、民族主義・国家主義的偏向によって理性に動脈硬化をおこしている『右翼成人病』」「歴史偽造のパターンを分析してみると、まず、ある学者（一定の政治力のある自称学者）の思い付き、功名心と情熱があり、ついでそれを支える時代的風潮と運動や事業に利用しようとする政治勢力の存在、そしてとにかく碑や建物を建て、行事を挙行して既成事実化」と分析している。
韓国や在日韓国人社会においても、王仁は日本の文化を育み、発展に大きく貢献した人物として扱われ、日韓両国で王仁に関する催し物が開かれている。
韓国の小学校の社会科教科書には王仁について以下のように記述している。
「百済の文化を日本に伝えてあげた王仁」
「王仁は百済の文化を日本に教えてあげた学者である。彼は『千字文』と『論語』などの本を日本に伝えてあげ、日本にながく暮らしながら、日本国王と王子の先生になって学問をおしえてあげたりした。そうして、日本の人びとに漢文と儒学がわかるようにつとめた。今も日本人は、王仁を日本文化の先生として崇めているし、彼の功績をたたえる遺跡があちこちに残っている」

## 関連史跡・伝承地

### 日本
- 伝王仁墓 - 大阪府枚方市藤阪東町二丁目に王仁の墓が伝えられている[136]。
- 高石神社 - 大阪府高石市。高石連の祖である王仁を祀っていたと和泉名所図会にある[137]。
- 方違神社 - 大阪府堺市堺区北三国ヶ丘町二丁目。東原大明神は博士王仁と伝えられている[138]。
- 出岡弁財天 - 大阪府松原市 岡１丁目　王仁の聖堂址伝承がある[139]。
- 王仁大明神 - 大阪府大阪市北区大淀中3丁目（旧大淀区大仁町）にある一本松稲荷大明神（八坂神社）は王仁大明神とも呼ばれ、王仁の墓と伝えられていた。また近辺に1960年代まであった旧地名「大仁（だいに）」は、王仁に由来していると伝えられている。
- 永山古墳 - 大阪府堺市堺区東永山園に所在する前方後円墳で、百舌鳥古墳群を構成する古墳の1つ。宮内庁が仁徳天皇（第16代天皇）の陵である百舌鳥耳原中陵の陪冢に治定しているが、独立した古墳とみられる[140]。王仁の墓とする伝承があった[140]。なお、仁徳天皇と王仁の関係については前述の古語拾遺に記載されている。

その他、山梨県韮崎市神山町北宮地に王仁塚(鰐塚)があるが、これは日本武尊の王子武田王の墓と言われるもので、王仁とは無関係である。

### 韓国
全羅南道霊岩郡郡西面東鳩林里山に、韓国の農業運動家金昌洙が『博士王仁　日本に植えつけた韓国文化』(1975年)に発表した説に基いて1976年に全羅南道が文化財として認定した遺跡がある。

## 現在

### 韓国の民族史観
韓国で王仁は日本に文化を伝えた韓国人として扱われており、民族史観を信奉する運動家の金昌洙は王仁を「日本に植え付けた韓国魂」として賞賛している。
韓国では民族史観によって「王仁は日本に進んだ文化を伝えた」と教えられている。洪潤基は王仁が万葉仮名を作り、その子孫が平仮名を作ったと韓国起源説を主張している。王仁が日本へ儒教と漢字を伝えたとされるが、正確でない。古事記によると王仁は論語と千字文をもってきただけであり、日本書紀に王仁が渡来するより以前に阿直岐が儒教経典をよく読んだとあることから、王仁が来た頃の日本にはすでに儒教や漢字があったことがわかる。王仁は論語と千字文という中国の書物をもってきたのであり、当時の朝鮮半島の「文化」を伝えたとはどこにも書かれていない。また、王仁は日本側の資料にのみに登場する人物であるが、韓国は『古事記』の「応神天皇の命令を受け百済が献上した人物」と言う記述や『日本書紀』等の日本の大国ぶりがうかがえる記述については「捏造」と激しく否定しており、資料の都合の良い部分だけ採用し、それ以外は無視するという「つまみ食い（チェリー・ピッキング）」をし、二重基準を見せている。韓国の歴史解釈について呉善花や井沢元彦らは、日本へ「伝えてあげた」という韓国の歴史解釈は、日本の歴史史料を利用したものであるが、同じ史料（『日本書紀』など）にある自国に都合の悪い部分（任那日本府、三韓征伐など)は否定するという客観性のない都合の良い歴史観であり、その矛盾を指摘している。
『大朝鮮帝国史』の作家金珊瑚は画集『韓国105代天皇尊影集』で、応神天皇を「倭（奈良百済）国 始祖 応神王仁」と紹介している。高句麗による侵攻のために百済から日本列島に逃げた応神天皇は、そこで奈良百済＝倭国を建国し、そこから大百済帝国を支配していたと主張しており、 「応神王仁」とは、日本に「千字文」を伝えた王仁博士の「王仁」と応神天皇の「応神」は、どちらも日本語で「オージン」と読めるから同一人物に違いないと主張している。
黄禹錫がクローン技術で製作した「BSEに耐性を持つ」と称する牛を日本の検証施設に送ったという報告（実際に日本に送られた形跡はない）においても、黄禹錫チームの一員が「先進文化を伝えた王仁が日本に渡ったのと同じこと」と発言している。

### 祭り
全羅南道霊岩郡では1976年以降、王仁博士祭が開催されている。
大阪府枚方市藤阪の伝王仁墓では大阪日韓親善協会の主催で、周辺住民や在日本大韓民国民団大阪府本部の協力で「博士王仁まつり」が開催されている。

### 枚方市霊岩郡友好都市提携
2008年（平成20年）3月1日には枚方市と全羅南道霊岩郡が友好都市提携を実現した。韓国から修学旅行生が訪れることもある。